# Euro et Monténégro
- États membres de la zone euro : 20 pays (Allemagne, Autriche, Belgique, Chypre, Croatie, Espagne, Estonie, Finlande, France, Grèce, Irlande, Italie, Lettonie, Lituanie, Luxembourg, Malte, Pays-Bas, Portugal, Slovaquie, Slovénie)
- Micro-États non membres de l'UE utilisant l'euro avec l'accord de l'UE : 4 pays (Andorre, Monaco, Saint-Marin et Vatican)
- États non membres de l'UE qui ont adopté l'euro unilatéralement : 2 pays (Kosovo et Monténégro)
- États membres de l'Union européenne (UE) qui ont rejoint le MCE II : 1 pays (Bulgarie)
- État membre de l'UE faisant partie du MCE II mais qui est exempté de l'obligation de rejoindre la zone euro (Danemark).
- États membres de l'UE qui ont l'obligation  de rejoindre la zone euro : 5 pays (Hongrie, Pologne, Roumanie, Suède et Tchéquie)

Le Monténégro a adopté l'euro comme unique monnaie à cours légal lors de son indépendance en juin 2006. Le pays ne fait pas partie de la zone euro, car il n'est pas membre de l'Union européenne. Ainsi, les devises circulant dans le pays sont toutes émises par un pays étranger. La banque centrale du Monténégro n'est pas autorisée à frapper la monnaie et aucune pièce ne comporte de face nationale monténégrine.

## Historique
En raison de l'instabilité économique due aux guerres de Yougoslavie, le Monténégro avait choisi d'utiliser le Deutsche Mark à partir du 2 novembre 1999, parallèlement au dinar. En janvier 2001, le mark était devenu la seule monnaie ayant cours légal au Monténégro. Les pièces et les billets en marks ont été remplacés par leurs équivalents en euros entre le 1er janvier et le 31 mars 2002. C'est pour la même raison que le Kosovo, bien que n'étant que partiellement reconnu indépendant, utilise également l'euro comme devise légale.
Ce choix du mark allemand puis de l'euro, l'euroïsation, a permis de stabiliser les prix, mais les taux d'intérêt sont plus élevés au Monténégro que dans la zone euro.

## Statut
Le Monténégro a signé un accord de stabilisation et d'association (ASA) avec l'Union européenne puis a déposé sa demande d'adhésion en décembre 2008 et obtenu le statut de candidat officiel en 2010. Dans le cadre des négociations en cours, l'UE devra gérer ce cas inédit d'un État qui utilise déjà la monnaie commune sans être passé par le mécanisme de taux de change européen (MCE II).
Le traité de Maastricht prévoit en effet que tous les membres de l'Union européenne rejoignent à terme la zone euro, une fois les critères de convergence remplis.
|                                                                     | Critères de convergence | Critères de convergence | Critères de convergence | Critères de convergence | Critères de convergence     |
|                                                                     | Inflation               | Finances publiques      | Finances publiques      | Membre du MCE II        | Taux d'intérêt à long terme |
| Déficit budgétaire annuel au PIB                                    | Inflation               | Dette publique au PIB   |                         | Membre du MCE II        | Taux d'intérêt à long terme |
| ------------------------------------------------------------------- | ----------------------- | ----------------------- | ----------------------- | ----------------------- | --------------------------- |
| Valeur de référence                                                 | max 2,8 %               | max 3 %                 | max 60 %                | min 2 ans               | max 5,1 %                   |
| Monténégro                                                          | 3,9 % (2024)            | 3,6 % (2024)            | 63,5 %(2024)            | pas encore membre       | 7,25 % (2024)               |
| Notes : 1. 2. Légende : - Critère satisfait - Critère non satisfait |                         |                         |                         |                         |                             |

### Question de l'adhésion à l'Union européenne
En cas d'adhésion, le pays a l'obligation d'adhérer à l'euro en passant par une procédure normée et en respectant des critères de convergence. Aucune solution définitive n'a été validée et le pays pourrait soit conserver l'euro, soit passer à une monnaie transitoire le temps que la procédure soit validée, soit valider simultanément la procédure d'adhésion à l'UE et celle à la zone euro.

## Compléments